# 大阪府第3区
大阪府第3区（おおさかふだい3く）は、日本の衆議院議員総選挙における選挙区。1994年（平成6年）の公職選挙法改正で設置。

## 区域
1994年（平成6年）公職選挙法改正以降の区域は以下のとおりである。
- 大阪市
  - 大正区
  - 住之江区
  - 住吉区
  - 西成区

大阪市の南西部に位置する選挙区であり、中選挙区時代は旧1区に属していた。町工場や中小企業、港湾施設、運送拠点、住宅地が多い下町主体のエリアで、比較的に革新勢力が強い。これは沖縄県出身者が多い大正区や日雇い労働者が多い西成区、出稼ぎ労働者や第二次産業従事者が多い住之江区など比較的所得水準が低めの有権者が多いことが一因と見られる。不況による企業の倒産や少子高齢化の進行、強まる都心回帰などで徐々に域内人口は減少しており、特に西成区では高齢者が全住民の30%近くに達するなど全般に地域の活力低下が懸念される。

## 歴史
前述の通り、比較的に革新勢力が強いことから、公明党が中小業者や商工会関係者などからの厚い支持を受けて、5区・6区・16区と並ぶ金城湯池となる公明選挙区として現在に至っている。後述のように通常2〜3%程度である無効票の割合が、この選挙区においては第46回総選挙では10.8%、第47回総選挙では15.2%、第48回総選挙では10.2%、第49回総選挙では10.0%と極めて高い。いずれも無効票の内6割は白票となっている。
小選挙区制が施工された1996年の第41回総選挙以後、一貫して公明党の田端正広が当選し続けていたが、2009年の第45回総選挙では民主党の中島正純が田端を破り初当選した。また、自由民主党は第41回総選挙では柳本卓治が田端に敗れ比例復活していたが、第42回総選挙以降、柳本は自公両党の選挙協力により第45回まで比例近畿ブロック上位で当選を続けていた。
2012年の第46回総選挙では田端の後継者として、中選挙区時代に6区で当選経験がある佐藤茂樹が当選し、公明党が再び議席を奪還した。
2014年の第47回総選挙では、維新の党の共同代表を兼務する大阪市長の橋下徹が立候補を検討する報道がされるものの、最終的には立候補を断念。公明党の佐藤と日本共産党の渡部結による一騎討ちとなり、佐藤が当選したが、無効投票率は15.25％（無効票は2万6729票）にのぼり、住之江区においては無効投票率は16.69％（無効票は8211票）にのぼった。
2017年の第48回総選挙では佐藤と渡部のほかに、自民党の一般党員であった中条栄太郎が党の意向に反して党公認を受けずに無所属で立候補し、公明党批判を展開することで自公連立に不満を抱く層を狙ったが、落選した。
2021年の第49回総選挙では柳本卓治の甥で元自民党大阪市会議員の柳本顕が3区での立候補を表明したが、自民党は柳本を比例近畿ブロック単独で立候補させる形で3区からの立候補を断念させ、与党分裂選挙を回避した佐藤が再選。
2023年には地方議会での連携の見返りとしてこれまで大阪・兵庫の公明選挙区で候補者擁立を見送っていた日本維新の会が協力関係の解消に踏み切り、候補者の擁立を決定。2024年の第50回衆議院議員総選挙では府議時代から住之江区を地盤とする東徹前参議院議員が維新から立候補し、佐藤を破り当選した。

## 小選挙区選出議員
| 選挙名                 | 年     | 当選者   | 党派         |
| ---------------------- | ------ | -------- | ------------ |
| 第41回衆議院議員総選挙 | 1996年 | 田端正広 | 新進党       |
| 第42回衆議院議員総選挙 | 2000年 | 田端正広 | 公明党       |
| 第43回衆議院議員総選挙 | 2003年 | 田端正広 | 公明党       |
| 第44回衆議院議員総選挙 | 2005年 | 田端正広 | 公明党       |
| 第45回衆議院議員総選挙 | 2009年 | 中島正純 | 民主党       |
| 第46回衆議院議員総選挙 | 2012年 | 佐藤茂樹 | 公明党       |
| 第47回衆議院議員総選挙 | 2014年 | 佐藤茂樹 | 公明党       |
| 第48回衆議院議員総選挙 | 2017年 | 佐藤茂樹 | 公明党       |
| 第49回衆議院議員総選挙 | 2021年 | 佐藤茂樹 | 公明党       |
| 第50回衆議院議員総選挙 | 2024年 | 東徹     | 日本維新の会 |

## 選挙結果
時の内閣：第1次石破内閣 解散日：2024年10月9日 公示日：2024年10月15日
当日有権者数：35万8774人 最終投票率：51.86%（前回比：2.01%） （全国投票率：53.85%（2.08%））
| 当落 | 候補者名   | 年齢 | 所属党派     | 新旧 | 得票数   | 得票率 | 惜敗率 | 推薦・支持     | 重複 |
| ---- | ---------- | ---- | ------------ | ---- | -------- | ------ | ------ | -------------- | ---- |
| 当   | 東徹       | 58   | 日本維新の会 | 新   | 74,546票 | 41.31% | ――     |                |      |
|      | 佐藤茂樹   | 65   | 公明党       | 前   | 52,107票 | 28.87% | 69.90% | 自由民主党推薦 |      |
|      | 萩原仁     | 57   | 立憲民主党   | 元   | 22,878票 | 12.68% | 30.69% |                | ○    |
|      | 渡部結     | 43   | 日本共産党   | 新   | 22,218票 | 12.31% | 29.80% |                |      |
|      | 中条栄太郎 | 55   | 無所属       | 新   | 8,726票  | 4.84%  | 11.71% |                | ×    |

時の内閣：第1次岸田内閣 解散日：2021年10月14日 公示日：2021年10月19日
当日有権者数：36万7518人 最終投票率：53.87%（前回比：7.99%） （全国投票率：55.93%（2.25%））
| 当落 | 候補者名   | 年齢 | 所属党派   | 新旧 | 得票数   | 得票率 | 惜敗率 | 推薦・支持               | 重複 |
| ---- | ---------- | ---- | ---------- | ---- | -------- | ------ | ------ | ------------------------ | ---- |
| 当   | 佐藤茂樹   | 62   | 公明党     | 前   | 79,507票 | 44.65% | ――     | 自由民主党推薦           |      |
|      | 萩原仁     | 54   | 立憲民主党 | 元   | 41,737票 | 23.44% | 52.49% | 社会民主党大阪府連合推薦 | ○    |
|      | 渡部結     | 40   | 日本共産党 | 新   | 38,170票 | 21.44% | 48.01% |                          |      |
|      | 中条栄太郎 | 52   | 無所属     | 新   | 18,637票 | 10.47% | 23.44% |                          | ×    |

- 萩原は第46回は大阪2区から立候補し落選。第23回参議院議員通常選挙に新党大地公認で比例区から立候補したが落選。

時の内閣：第3次安倍第3次改造内閣 解散日：2017年9月28日 公示日：2017年10月10日
当日有権者数：37万6572人 最終投票率：45.88%（前回比：0.81%） （全国投票率：53.68%（1.02%））
| 当落 | 候補者名   | 年齢 | 所属党派   | 新旧 | 得票数   | 得票率 | 惜敗率 | 推薦・支持               | 重複 |
| ---- | ---------- | ---- | ---------- | ---- | -------- | ------ | ------ | ------------------------ | ---- |
| 当   | 佐藤茂樹   | 58   | 公明党     | 前   | 83,907票 | 54.10% | ――     | 自由民主党推薦           |      |
|      | 渡部結     | 36   | 日本共産党 | 新   | 54,958票 | 35.43% | 65.50% | 社会民主党大阪府連合推薦 | 〇   |
|      | 中条栄太郎 | 48   | 無所属     | 新   | 16,231票 | 10.47% | 19.34% |                          | ×    |

- 中条は自由民主党の党員であったが、党公認を受けずに無所属出馬した。

時の内閣：第2次安倍改造内閣 解散日：2014年11月21日 公示日：2014年12月2日
当日有権者数：37万5218人 最終投票率：46.69%（前回比：9.90%） （全国投票率：52.66%（6.66%））
| 当落 | 候補者名 | 年齢 | 所属党派   | 新旧 | 得票数   | 得票率 | 惜敗率 | 推薦・支持     | 重複 |
| ---- | -------- | ---- | ---------- | ---- | -------- | ------ | ------ | -------------- | ---- |
| 当   | 佐藤茂樹 | 55   | 公明党     | 前   | 84,943票 | 57.21% | ――     | 自由民主党推薦 |      |
|      | 渡部結   | 33   | 日本共産党 | 新   | 63,529票 | 42.79% | 74.79% |                |      |

時の内閣：野田第3次改造内閣 解散日：2012年11月16日 公示日：2012年12月4日
当日有権者数：37万9798人 最終投票率：56.59% （全国投票率：59.32%（9.96%））
| 当落 | 候補者名 | 年齢 | 所属党派   | 新旧 | 得票数    | 得票率 | 惜敗率 | 推薦・支持               | 重複 |
| ---- | -------- | ---- | ---------- | ---- | --------- | ------ | ------ | ------------------------ | ---- |
| 当   | 佐藤茂樹 | 53   | 公明党     | 前   | 101,910票 | 53.19% | ――     | 自由民主党・日本維新の会 |      |
|      | 渡部結   | 31   | 日本共産党 | 新   | 49,015票  | 25.58% | 48.10% |                          |      |
|      | 藤原一威 | 29   | 民主党     | 新   | 40,687票  | 21.23% | 39.92% |                          | ○    |

- 中島は不祥事で民主党を離党したのち国民新党に入党。当選挙では比例九州ブロック単独で立候補したが落選。

時の内閣：麻生内閣 解散日：2009年7月21日 公示日：2009年8月18日 （全国投票率：69.28%（1.77%））
| 当落 | 候補者名 | 年齢 | 所属党派   | 新旧 | 得票数    | 得票率 | 惜敗率 | 推薦・支持 | 重複 |
| ---- | -------- | ---- | ---------- | ---- | --------- | ------ | ------ | ---------- | ---- |
| 当   | 中島正純 | 40   | 民主党     | 新   | 109,518票 | 44.67% | ――     |            | ○    |
|      | 田端正広 | 69   | 公明党     | 前   | 97,121票  | 39.62% | 88.68% |            |      |
|      | 千葉孝子 | 63   | 日本共産党 | 新   | 32,432票  | 13.23% | 29.61% |            |      |
|      | 森悦宏   | 42   | 幸福実現党 | 新   | 6,078票   | 2.48%  | 5.55%  |            |      |

時の内閣：第2次小泉改造内閣 解散日：2005年8月8日 公示日：2005年8月30日 （全国投票率：67.51%（7.65%））
| 当落 | 候補者名 | 年齢 | 所属党派   | 新旧 | 得票数    | 得票率 | 惜敗率 | 推薦・支持 | 重複 |
| ---- | -------- | ---- | ---------- | ---- | --------- | ------ | ------ | ---------- | ---- |
| 当   | 田端正広 | 65   | 公明党     | 前   | 119,226票 | 49.38% | ――     |            |      |
|      | 辻恵     | 57   | 民主党     | 前   | 85,177票  | 35.28% | 71.44% |            | ○    |
|      | 安達義孝 | 50   | 日本共産党 | 新   | 37,040票  | 15.34% | 31.07% |            |      |

- 辻は落選後離党し大阪市長選に立候補も落選。民主党に復党し第45回は17区から立候補し当選。
- 安達は2007年の大阪市会議員選挙（住之江区選挙区）に日本共産党公認で立候補し当選。

時の内閣：第1次小泉第2次改造内閣 解散日：2003年10月10日 公示日：2003年10月28日 （全国投票率：59.86%（2.63%））
| 当落 | 候補者名 | 年齢 | 所属党派   | 新旧 | 得票数   | 得票率 | 惜敗率 | 推薦・支持 | 重複 |
| ---- | -------- | ---- | ---------- | ---- | -------- | ------ | ------ | ---------- | ---- |
| 当   | 田端正広 | 63   | 公明党     | 前   | 97,552票 | 46.33% | ――     |            |      |
| 比当 | 辻恵     | 55   | 民主党     | 新   | 79,539票 | 37.78% | 81.53% |            | ○    |
|      | 安達義孝 | 48   | 日本共産党 | 新   | 33,451票 | 15.89% | 34.29% |            |      |

時の内閣：第1次森内閣 解散日：2000年6月2日 公示日：2000年6月13日 （全国投票率：62.49%（2.84%））
| 当落 | 候補者名   | 年齢 | 所属党派   | 新旧 | 得票数   | 得票率 | 惜敗率 | 推薦・支持 | 重複 |
| ---- | ---------- | ---- | ---------- | ---- | -------- | ------ | ------ | ---------- | ---- |
| 当   | 田端正広   | 60   | 公明党     | 前   | 90,605票 | 46.10% | ――     |            |      |
|      | 小林美恵子 | 41   | 日本共産党 | 新   | 74,055票 | 37.68% | 81.73% |            |      |
|      | 長谷川慶子 | 42   | 自由連合   | 新   | 31,898票 | 16.23% | 35.21% |            |      |

- 小林は第19回参議院議員通常選挙に日本共産党公認で比例区から立候補したが落選。2003年 筆坂秀世の議員辞職により繰り上げ当選。

時の内閣：第1次橋本内閣 解散日：1996年9月27日 公示日：1996年10月8日 （全国投票率：59.65%（8.11%））
| 当落 | 候補者名 | 年齢 | 所属党派   | 新旧 | 得票数   | 得票率 | 惜敗率 | 推薦・支持 | 重複 |
| ---- | -------- | ---- | ---------- | ---- | -------- | ------ | ------ | ---------- | ---- |
| 当   | 田端正広 | 56   | 新進党     | 前   | 76,938票 | 35.68% | ――     |            |      |
| 比当 | 柳本卓治 | 51   | 自由民主党 | 元   | 71,012票 | 32.93% | 92.30% |            | ○    |
|      | 宮崎守正 | 62   | 日本共産党 | 新   | 44,591票 | 20.68% | 57.96% |            |      |
|      | 中村泰士 | 57   | 自由連合   | 新   | 23,088票 | 10.71% | 30.01% |            | ○    |

- 柳本は第42回以降、公明党との選挙協力で比例単独候補として4回当選。